# Шуйский, Андрей Михайлович Честокол
Князь Андре́й Миха́йлович Шу́йский по прозванию Честокол (? — 1543) — русский государственный деятель, воевода, наместник и боярин во времена правления Василия III Ивановича, и правительницы Елены Васильевны Глинской при малолетнем Иване IV Васильевиче Грозном.
Из княжеского рода Шуйские. Сын князя Михаила Васильевича Шуйского, дед царя Василия Шуйского. Имел старшего брата, князя Ивана Михайловича по прозванию «Плетень».

## Биография

### Служба Василию III
В 1524 году — первый воевода на Угре. Упоминается в 1526/27 годах душеприказчиком Антониды, вдовы дворянина Ивана Никифоровича Басенкова (ум. после 1504).
В 1528 году с братом Иваном Шуйским намеревался сделать карьеру («отъехать») у князя Юрия Дмитровскому, но по Государеву приказу были арестованы и посажены в тюрьму. В июне этого же года за братьев ручаются князья Ростовские и обязались внести в казну 2000 рублей в случае их бегства, но вероятно челобитная не имела успеха, так как он был освобожден только после смерти Государя.

### Служба Ивану Грозному
В декабре 1534 года после смерти Василия III по просьбе митрополита Макария и бояр выпущен из тюрьмы. Повторно собирался «отъехать» к удельному князь Юрию Ивановичу Дмитровскому, что сыграло в его жизни роковую роль. Воскресенская летопись передаёт события следующим образом: «Того же месяца декабря в 11 день» князь Юрий Иванович прислал своего дьяка Третьяка Тишкова к князь Андрею Михайловичу Шуйскому с предложением перейти к нему на службу. Шуйский заявил, что дмитровский князь лишь «вчера» (в контексте недавно) целовал крест Ивану IV, а «ныне от него людей зовёт». Дьяк заявил, что Юрия Дмитровского бояре «приводили заперши к целованию», а сами за великого князя «правды» не дали, что делает присягу недействительной и отношения между удельными князьями всегда строились на договорах и поэтому князь Юрий Иванович считает себя свободным от присяги. Летопись не сообщает ответа Андрея Шуйского, но далее летописец пишет о разговоре между Шуйским и его родственником князем и бояриным Борисом Ивановичем Горбатым-Шуйским, которому тот сообщил о предложении князя Юрия Ивановича. Б. И. Горбатый данный разговор передал боярам, а те рассказали Елене Глинской, которая напомнила о данной присяге и «берегуча сына и земли» «велела князя Юрия поймати и посадити оковав за сторожи в полату, где наперёд того князь Дмитрий Внук сидел». Князь Юрий Иванович был «пойман» 11 декабря.
По приказу Елены Глинской князь Андрей Михайлович был брошен в тюрьму «в стрельнице за сторожа», как сообщник и освобождён лишь после её смерти в 1538 году. Во время своего пребывания в заточении (скорее всего в Кирилло-Белозерском или Ферапонтовом Белозерском монастыре) написал челобитную тогдашнему архиепископу новгородскому Макарию (позже митрополиту Московскому), представляющую собой компиляцию, в основу которой положено «Послание Мисала к папе Сиксту IV».
В 1538 году новый Государь Иван Грозный (царские опекуны) снимает с него опалу и жалует боярство. В 1539—1540 годах наместник Новгорода и в 1540 году Пскова. Проявил себя жестоким и алчным администратором. Снят с псковского наместничества по жалобе горожан, которые писали царю о всевозможных вымогательствах, отчего псковичи разбрелись из своего города. Вернувшись в Москву, возглавил борьбу за влияние при дворе.
В мае 1542 года после смерти Ивана Васильевича Шуйского и убийства Ивана Бельского встал во главе боярского правительства.
В сентябре 1543 года Андрей Шуйский и его единомышленники на глазах митрополита Макария и 13-летнего великого князя Ивана Васильевича избили боярина Фёдора Воронцова.
Несмотря на заступничество митрополита Макария, 29 декабря 1543 года великий князь Иван Васильевич, обвинив Шуйских в том, что они «безчиние и самовольство чинят», «велел его предати псарям, и псари взяша и убиша его» у Курлятных ворот (при входе на Пожар, ныне Красную площадь). Наместник московский «лежал наг в воротех два часа». После смерти князь Андрей Михайлович был отвезён на погребение «в Суздаль, где их родители кладутся». Погребён в соборной церкви Рождества Пресвятой Богородицы у западной стены.
Смерть Андрея Михайловича в 1543 году положила конец влиянию Шуйских на большую политику.
В синодике опальных людей Ивана Грозного — не указан.

## Семья
- Князь Шуйский Иван Андреевич (ум. 1573) — боярин.
- Княжна Шуйская Евдокия Андреевна — вторая супруга князя Ивана Даниловича Хомяка-Пенкова.

## Критика
В «Российской родословной книге» П. В. Долгорукова имеется только один князь Андрей Михайлович Шуйский.
В родословной книге М. Г. Спиридова имеются значительные расхождения с представленным выше официальными службами князя Андрея Михайловича Шуйского. С 1528 по 1538 года он сидел в тюрьме, тем не менее он упомянут на службе: в 1531 году воевода полка правой руки в войске Василия Шуйского Немого и Ивана Васильевича Шуйского в походе к Нижнему Новгороду. В 1532 году первый воевода войск правой руки в Новгороде. В апреле 1535 года пожалован в бояре (официально в 1538 году после снятия опалы и выхода из тюрьмы). Дата пожалования в бояре — 1535 год, указана и у В. Н. Берх.
Официальная дата смерти 1543 год, но М. Г. Спиридов показывает его дальнейшие службы: в марте 1545 года первый воевода в Казанском походе луговою стороною. В апреле 1549 года четвёртый воевода в шведском походе. В сентябре 1551 года первый воевода девятнадцатого Большого полка в походе на Полоцк.
Убит 29 декабре 1553 года, но кем, где и при каких обстоятельствах не показано.

## Киновоплощения
- Фильм «Иван Грозный», режиссёр Сергей Эйзенштейн — Борис Жуковский
- Телесериал «Иван Грозный», режиссёр Андрей Эшпай — Сергей Удовик